# Lucia Cassarà
Lucia Cassarà (Palermo, 9 febbraio 1999) è una pianista e scrittrice italiana.

## Biografia e formazione
Lucia Cassarà è nata a Palermo ma vive tra Alcamo e Bologna. Con la sua passione per la Musica Classica, coltivata fin dall'infanzia, ha iniziato a suonare il pianoforte all'età di sei anni, vincendo soltanto due anni dopo il suo primo premio al Concorso Nazionale per giovani musicisti “Città di Palermo” organizzato dal Collegium Ars Musica.
Dopo il conseguimento della maturità linguistica, appena ventenne, il 26 novembre 2019,  ha conseguito, con 110 e lode, la laurea di I livello in Pianoforte presso il Conservatorio Musicale Antonio Scontrino di Trapani, discutendo la tesi dal titolo: Il Pianoforte nel Cinema: la musica classica nelle pellicole cinematografiche. In questa sede frequenta, durante gli anni accademici, varie masterclass e corsi di perfezionamento. 
Nell’ambito solistico-cameristico si è poi perfezionata presso il Conservatorio Alessandro Scarlatti di Palermo, dove, il 29 ottobre 2021, ha conseguito la Laurea di II livello in Pianoforte, con la votazione di 110 e lode, discutendo una tesi sui ''Quadri di un’esposizione di Musorgskij '' attraverso un lungo viaggio, a partire dall’opera originale del 1871 fino al rock di Emerson, Lake & Palmer, dagli acquerelli di Hartmann per arrivare alla pittura astratta di Kandinskij fino ad arrivare ai docufilm musicali del regista inglese Cristopher Nupen.
Alla passione per la musica classica Lucia ha affiancato anche quella per il Cinema, e il 22 marzo 2023, presso l'Università di Bologna, ha conseguito la Laurea magistrale in Cinema, Televisione e Produzione multimediale con la tesi "Gli accompagnamenti musicali nel Cinema - Origine, Evoluzione e Restauro del Suono".
Il suo interesse per il Cinema e la Scrittura l'ha portata ad iscriversi ai corsi di Scrittura e Sceneggiatura cinematografica tenuti presso la Scuola Holden di Torino.
Lucia ha lavorato presso la Cineteca di Bologna, dove ha svolto attività di consulenza musicale, occupandosi della catalogazione dell’archivio musicale appartenuto al regista Vittorio De Sica e Giuditta Rissone, sua prima moglie, una splendida collezione di dischi 78 giri con delle canzoni del repertorio napoletano interpretate da De Sica, che era già noto per le sue capacità vocali. Diversi brani sembrano fare da eco a pezzi d’opera conosciuti, tra Rossini e Puccini. I dischi vengono catalogati e digitalizzati in file audio MP3 in modo che possano essere fruibili per ricercatori, studiosi ed appassionati del personaggio eclettico di Vittorio De Sica.  
Presso il laboratorio di restauro cinematografico ''L’immagine Ritrovata'' di Bologna ha effettuato delle ricerche sull’evoluzione del restauro sonoro delle opere cinematografiche anche il periodo del cinema muto e degli accompagnamenti musicali fatti dal vivo.
A quattordici anni ha composto la sua prima colonna sonora per il cortometraggio ''Contenere l'infinito'' del regista alcamese Alessandro Ferrara, tratto dall’omonimo racconto della scrittrice Maria Sandias, con la partecipazione dell’attore Sebastiano Somma. Ha scritto le musiche per il booktrailer fotografico "Lo stupore dell'acqua" sull’omonimo libro del celebre fotografo Melo Minnella.
Lucia ha inoltre collaborato con l’Accademia ADADS (Accademia dell’Arte e dello Spettacolo di Milano), il Galliera Music Lab di Bologna, l’emittente televisiva Videosicilia e l’emittente radiofonica Radio In di Palermo, Trapani Classica, Festival Scontrino di Trapani, la stagione Pianisti in Sala Scarlatti del Conservatorio di Palermo,  Compagnia del Piccolo Teatro e Unitre di Alcamo.

## Curiosità
Con lo spirito imprenditoriale che la contraddistingue, Lucia concilia con amore e dedizione la sua arte con la gestione delle aziende di famiglia; lavora come Creative Manager per l'azienda vinicola del padre, e per continuare la tradizione della farmacia di famiglia ha conseguito il Master in Management della Farmacia presso l'Università di Ferrara l'11 settembre 2024.

## Opere
Nel suo primo saggio dal titolo Mozart, Disney & Co. - L’immagine e il suono: la magia del cinema, (Ernesto Di Lorenzo editore, 2023), presentato presso il Salone internazionale del libro di Torino nel maggio 2024, viene esplorata la storia del cinema attraverso l'importanza della musica, dall'epoca dei Fratelli Lumière ad oggi. La musica, infatti, è sempre fondamentale nel creare atmosfere ed emozioni nei film, trasformandosi da accompagnamento improvvisato a forma d'arte riconosciuta e specializzata. 
Oltre a far rivivere gli sviluppi tecnologici del suono, dal grammofono al Dolby System, il saggio dedica spazio al restauro del sonoro,  che oggi tende a preservare e restaurare i documenti sonori con dei giusti criteri. In conclusione, il saggio fa una celebrazione del cinema come l'arte che unisce tutte le altre, realizzando l'ideale wagneriano dell'Opera totale.

## La musica classica al cinema
Fin dagli esordi del cinema la musica, soprattutto quella classica, ha accompagnato le immagini delle opere cinematografiche, caratterizzandole e valorizzandole.
Il progetto intitolato La Musica Classica al Cinema, indagando l'affascinante legame tra cinema e musica classica, propone concerti per pianoforte all'interno dei teatri e delle sale cinematografiche.
Si parte da Bach, preferito da Pasolini e Bergman,  poi Händel, utilizzato nella colonna sonora di Barry Lyndon di Kubrick, fino a Mozart e Beethoven, celebrati in diversi film con i loro brani musicali, fino alle suggestive sonorità di Chopin in pellicole come Il Pianista di Roman Polanski e tanti altri famosi compositori, dalle cui opere il cinema ha tratto ispirazione.

## Past and Present: Johann Sebastian Bach e Philip Glass
L'equilibrio formale delle composizioni di Bach si ritrova nelle strutture ripetitive di Philip Glass. 
I due compositori, con linguaggi diversi, esplorano la capacità della musica di creare un'esperienza immersiva e meditativa, dimostrando che, nonostante la differenza nei secoli, la musica continua a parlare una lingua universale.

## Arte e Musica: Quadri di un'esposizione
Il progetto intende esplorare in maniera approfondita il collegamento tra suono ed immagine, ponendo l'attenzione sull'opera per pianoforte Quadri di un'esposizione di Modest Petrovic Musorgskij. Attraverso l'analisi e l'interpretazione di questa composizione musicale, si cercherà di evidenziare lo stretto legame esistente tra le suggestioni sonore rievocate dal pianoforte e le immagini, mettendo in rilievo la capacità dell'opera di creare una sinergia tra i due mondi espressivi.
Un viaggio multisensoriale attraverso il tempo e lo spazio: dagli acquarelli di Viktor Hartmann alle interpretazioni visive di Kandiskij, dalla versione orchestrale di Ravel alle reinterpretazioni rock di Emerson, Lake & Palmer.

## Concerti
- 22 maggio 2018: in occasione della presentazione del libro Mare Nero: inchieste e reportage sui migranti del giornalista di La Repubblica Francesco Viviano, propone un repertorio pianistico interamente dedicato al tema dell’acqua.[1]
- 14 giugno 2019: si è esibita in occasione della Prima Edizione del Premio Letterario Nazionale Cielo d’Alcamo - Miglior incipit dell’anno, con la partecipazione dell’attore Luigi Lo Cascio.[1]
- 14 dicembre 2020: si è esibita in occasione della Seconda Edizione del Premio Letterario Nazionale Cielo d’Alcamo - Miglior incipit dell’anno per i vincitori, Chiara Valerio, scrittrice, Michele Mari, poeta, e Remo Rapino, scrittore.
- 25 marzo 2021: si è esibita in occasione della terza Edizione del Premio Letterario Nazionale Cielo d’Alcamo - Miglior incipit dell’anno con la partecipazione dei vincitori Emanuele Trevi, (vincitore del premio strega 2021), Andrea Bajani, poeta e Omar Meir Wellber, direttore d’orchestra e direttore musicale del Teatro Massimo di Palermo.[1]

2022 
- 18 marzo 2022: ha presentato l’opera Quadri di un’esposizione di Musorgski per l’Associazione Jacopone da Todi.[1]
- 26 marzo 2022: ha presentato in concerto l’opera “Quadri di un’esposizione” di Musorgskij per la Stagione concertista 2022 dell’Associazione Amici della Musica di Alcamo.
- 17 giugno 2022: in occasione del convegno Ricordando Turi Simeti, ha eseguito brani composti da Philip Glass, uno dei compositori preferiti dal pittore Turi Simeti. [5]

2023
- 22 aprile 2023: Giornata di sensibilizzazione per la donazione degli organi: dedica il concerto Sinfonia per un Angelo ad Asia Nicosia, scomparsa a soli dodici anni a causa di un incidente stradale.
- 7 Giugno 2023 tiene il concerto “Bach e Glass” per Unitre di Alcamo.
- 20 ottobre 2023: tiene la Conferenza-Concerto “La musica classica e il cinema” per lo Yacht Club e Kiwanis Club di Como.[6]
- 10 dicembre 2023: nella Giornata Mondiale della Gentilezza, presso il Teatro Tonino Pardo di Trapani tiene il concerto Note di Gentilezza, per i Rotary Club di Trapani e provincia, con musiche da Bach a Chopin; ha anche composto dei brani originali raccolti nella Suite della Gentilezza.

2024
- 18 febbraio 2024: Concerto con il tenore alcamese Stefano La Colla dell'Associazione Amici della musica di Alcamo presso il Teatro Comunale "Cielo d'Alcamo".[7]
- 9 marzo 2024: Per la Libera Università Tito Marrone di Trapani ha tenuto la conferenza-concerto La Musica classica e il Cinema, presso la Sala Sodano del Palazzo d’Alì di Trapani.[8]
- 15 Maggio 2024 ha tenuto il concerto “Da Bach a Philip Glass” per l’Accademia ADADS di Milano.
- 31 maggio 2024: nell’ambito della rassegna letteraria Note a margine - i libri 2024, ha presentato il suo saggio, evidenziando gli aspetti più salienti del rapporto musica-cinema. [9]
- 7 e 8 giugno 2024 presso il Cinema Esperia di Alcamo presenta lo spettacolo La musica classica al cinema, un omaggio alla storia del cinema, con proiezioni da grandi film e un repertorio di musiche di Bach, Händel, Mozart, Beethoven e Chopin eseguite dal vivo.
- 13 luglio 2024: nel 30° anniversario del TSE - 1994-2024, Bob Wilson e Philip Glass a Gibellina  nell’ambito delle Orestiadi di Gibellina 2024, esegue gli studi per pianoforte di Philip Glass.[10]
- 9 novembre 2024: Teatro Garibaldi di Mazara del Vallo, concerto “La musica classica al Cinema per l’Associazione Amici della Musica.
- 20 dicembre 2024: Sala Eutherpe, León (Spagna).[11]

2025
- 1 febbraio 2025: in occasione del centenario del sociologo ed attivista Danilo Dolci, e del 69° anniversario dello Sciopero alla Rovescia, concerto al Palazzo dei Carmelitani di Partinico.[12]
- 23 marzo 2025: concerto nella Chiesa dei Santi Pietro e Paolo di Acireale, su invito di S.E. Mons. Antonino Raspanti, Vescovo della Diocesi. Il concerto si è inserito all'interno delle attività culturali promosse per valorizzare l'incontro tra fede, arte e bellezza.
- maggio 2025: componente della Giuria Critica nella XXVII edizione del Concorso Internazionale per Cantanti Lirici “Vissi d’Arte” dell’Associazione Amici della musica di Alcamo.